# Kinosternon arizonense
Espèce
Synonymes
- Kinosternon flavescens stejnegeri Hartweg, 1938

Statut de conservation UICN

 LC  : Préoccupation mineure
Kinosternon arizonense est une espèce de tortues de la famille des Kinosternidae.

## Répartition
Cette espèce se rencontre :
- au Mexique dans l'État du Sonora ;
- aux États-Unis en Arizona.

## Étymologie
Son nom d'espèce, composé de arizon et du suffixe latin -ense, « qui vit dans, qui habite », lui a été donné en référence au lieu de sa découverte, l'Arizona.

## Publication originale
- Gilmore, 1923 : A new fossil turtle, Kinosternon arizonense, from Arizona.  Proceedings of the United States National Museum, vol. 62, p. 1-8 (texte intégral).